# Forino (Macedonia Północna)
Forino (mac. Форино) – wieś w Macedonii Północnej położona w gminie Gostiwar.